# Vasijas egipcias del Museo de la Naturaleza y la Arqueología
La colección de vasijas egipcias conservadas en el Museo de la Naturaleza y la Arqueología de Santa Cruz de Tenerife (Islas Canarias, España), con casi seis mil años de antigüedad, incluye una del período Naqada considerada la pieza más antigua de esta cultura en un museo español.

## Historia
Se trata de trece vasijas que datan de la época predinástica, originalmente halladas por John Garstang, discípulo de William Matthew Flinders Petrie (considerado el padre de la Egiptología moderna), en diversos yacimientos de Esna, Edfu, Abydos y Hieracómpolis (cerca de Asuán, al sur de Egipto). En principio, fueron trasladadas al Museo de Liverpool. 
En los primeros meses de 1908, Peter Entwistle, conservador del Museo de Liverpool y responsable de la colección de cerámica de esa institución, pasó sus vacaciones en Canarias. Durante su estancia en la isla de Tenerife, Entwistle se encaprichó con una serie de azulejería holandesa del siglo XVII procedente de la cúpula del antiguo convento franciscano de San Pedro de Alcántara (actual Iglesia de San Francisco de Asís), en aquel momento sede del Museo Municipal de la capital tinerfeña. Entwistle propuso al entonces director del Museo de Bellas Artes de Santa Cruz de Tenerife, Teodomiro Robayna, el intercambio de treinta y seis de estos azulejos con material egipcio de la colección de Liverpool. Se cerró el trato y las trece vasijas llegaron a la isla en abril de ese mismo año 1908 y fueron depositadas en dicho Museo Municipal tinerfeño.
En el año 2000 las piezas fueron exhibidas con motivo del centenario de la creación del Museo de Bellas Artes de Santa Cruz de Tenerife, tras lo cual volvieron a ser resguardadas. En 2010 las trece vasijas pasaron a formar parte de los fondos del Museo de la Naturaleza y la Arqueología, en donde están expuestas al público de manera definitiva.

## Ungüentario del rey Horus Ka
Aparte de las trece vasijas en sí, también se encuentra en la colección un ungüentario de piedra que aún conserva restos de resina utilizada en el ritual funerario del rey Horus Ka, quién fue un gobernante del periodo protodinástico de Egipto (la llamada Dinastía 0), que reinó cerca 3100 a. C. Se cree que pudo ser el padre de Narmer, el primer faraón del Antiguo Egipto y fundador de la Dinastía I.